# Cyptotrama niveum
Cyptotrama niveum är en svampart som beskrevs av Singer 1989. Cyptotrama niveum ingår i släktet Cyptotrama och familjen Physalacriaceae.   Inga underarter finns listade i Catalogue of Life.